# Morants duplex
Morants duplex är en ringmaskart som beskrevs av Chamberlin 1919. Morants duplex ingår i släktet Morants och familjen Spionidae. Inga underarter finns listade i Catalogue of Life.